# Raviart (Côte d'Ivoire)
Pour les articles homonymes, voir Raviart.
Raviart est une localité du centre de la Côte d'Ivoire et appartenant au département de Didiévi, dans la Région du Bélier. La localité de Raviart est un chef-lieu de commune.